# Elegante Ruderschlange
Die Elegante Ruderschlange (Hydrophis elegans) ist eine Schlangenart aus der Familie der Giftnattern.

## Merkmale
Die Elegante Ruderschlange erreicht eine Gesamtlänge von 170 bis über 200 cm und besitzt einen schlanken Körperbau. Der Kopf ist relativ klein, länglich und nicht vom Hals abgesetzt. Die Augen sind klein bis mäßig groß und weisen eine bei Lichteinfall runde Pupille auf. Hals und Vorderkörper sind schlank und gehen in einen kräftiger gebauten, seitlich zusammengedrückten Rumpf und Hinterleib über. Der Schwanz ist ebenfalls vertikal abgeflacht und besitzt eine flossenartige Funktion. Die Dorsalschuppen sind glatt oder schwach gekielt und umgeben den Körper in 37 bis 49 Reihen. Die Ventralschilde sind glatt und kaum breiter als die benachbarten Rückenschuppen sowie zumeist ungeteilt, einige Ventralschilde können jedoch geteilt sein. Die Elegante Ruderschlange grenzt sich von anderen Hydrophis-Arten durch die hohe Anzahl an Ventralschilden ab, diese variiert zwischen 354 und 401. Die Körperzeichnung ist ebenfalls recht charakteristisch. Es zeigen sich schwarze Querbänder, die an schlankeren Körperteilen seitlich verengt sind, sowie Balken auf dem Rücken und Bauch an den Stellen, wo die Querbänder unterbrochen sind. Die Grundfarbe ist hellgrau bis braun. Ein weißer Orbitalring um das Auge ist nicht vorhanden. Der Giftapparat besteht, wie für Giftnattern typisch, aus seitlich des Schädels befindlichen Giftdrüsen (spezialisierte Speicheldrüsen) und im vorderen Oberkiefer befindlichen, unbeweglichen Fangzähnen (proteroglyphe Zahnstellung).
Die exakte Bestimmung der Art kann bei Jungtieren problematisch sein.

## Verbreitung
Vorkommen sind bekannt aus den Küstenbereichen von Australien (New South Wales, Queensland, Northern Territory, Western Australia) und Papua-Neuguinea. Die Typuslokalität liegt bei Port Essington. Die Elegante Ruderschlange kommt in tropischen und subtropischen Gewässern vor und dringt darüber hinaus auch in die gemäßigten australischen Meere vor. Habitate sind sowohl die Hochsee als auch Seegraswiesen, Riffe wie das Great Barrier Reef oder Flussmündungen. Weiterhin kann die Elegante Ruderschlange auch im Süßwasser beobachtet werden, da sie über Flussmündungen in die Flussläufe vordringt.

## Population und Gefährdung
Rückschlüsse auf Populationen, Bestandsentwicklungen und saisonale Muster können mithilfe der Untersuchung von Schleppnetzbeifang gezogen werden. Die Elegante Ruderschlange zählt in den Gewässern nördlich von Australien zu den dominierenden Seeschlangenarten, vor der Küste Queenslands dagegen ist ihr Anteil geringer. Insgesamt ist sie im gesamten Verbreitungsgebiet häufig. Die Populationsdichte variiert saisonal und regional. Schleppnetzfischerei stellt eine Bedrohung für die Elegante Ruderschlange dar. Die Sterblichkeit der Tiere liegt bei 12,4 Prozent, wenn sie als Beifang in ein Schleppnetz geraten. Daten aus Queensland deuten auf ein Überfischungsrisiko hin. Allerdings wird der Gesamtbestand als nicht gefährdet angesehen. Während langjähriger Beobachtungszeiträume traten keine signifikanten Bestandseinbußen auf. Vermutlich spielt dabei das große Verbreitungsareal eine Rolle. Zudem wurde die Intensität der Schleppnetzfischerei reduziert.

## Lebensweise
Die Elegante Ruderschlange kommt üblicherweise in Gewässertiefen zwischen 3,7 und 16 Metern vor, kann aber auch in Tiefen von 90 bis 110 Metern angetroffen werden. In den Gewässern in der Nähe von Broome wurden Tauchtiefen von 145 Metern dokumentiert. Über Flussmündungen kann sie in Süßwasserhabitate vordringen. In Seegraswiesen können Tiere der Art beim Ruhen beobachtet werden. Das Beutespektrum umfasst insbesondere Kopffüßer, Fische und Aalartige. Die Fortpflanzung erfolgt durch Ovoviviparie, also ei-lebengebärend. Ergebnissen von Untersuchungen an Populationen im Great Barrier Reef und nordaustralischen Gewässern zufolge gebären Weibchen etwa alle zwei bis drei Jahre durchschnittlich 12 bis 13 Jungschlangen. Die Anzahl der Nachkommen pro Gelege ist variabel und steigt mit der Länge des Weibchens. Weibchen erreichen die Geschlechtsreife mit einer Kopf-Rumpf-Länge von circa 110 cm.

## Schlangengift
Bissunfälle mit dem Menschen sind als potentiell lebensbedrohlich zu betrachten. Bisweilen sind keine Todesfälle beim Menschen durch diese Art dokumentiert. Bei einem Giftbiss können zwischen 5,5 mg und 8,9 mg (Trockengewicht) Giftsekret abgegeben werden. Das Toxingemisch der Eleganten Ruderschlange enthält insbesondere postsynaptisch wirksame Neurotoxine, also Substanzen, welche die postsynaptischen Nikotinrezeptoren blockieren und somit die Erregungsübertragung auf die motorische Endplatte hemmen. Dies führt zu einer Paralyse. Myotoxische Bestandteile sind wahrscheinlich ebenfalls im Gift der Art enthalten. Nach Giftbiss treten lokal nur leichte oder gar keine Beschwerden auf. Innerhalb der ersten sechs Stunden nach Giftbiss bilden sich Lähmungsanzeichen wie flache Atmung oder Ptosis sowie Hinweise auf eine Myolyse aus. Sekundär kann es zu nierenschädigenden oder kardiotoxischen Effekten kommen. Nach Giftbiss sollte ein Druckverband angelegt werden, um die Ausbreitung der Giftstoffe von der Bissstelle aus zu verlangsamen. Neben der symptomatischen Therapie ist die Gabe von Antivenin (Sea Snake Antivenom, CSL Limited) die wichtigste therapeutische Maßnahme, unter Umständen sind mehrere Dosen des Antiserums erforderlich.

## Taxonomie
Die wissenschaftliche Erstbeschreibung erfolgte im Jahr 1842 durch John Edward Gray unter der Bezeichnung Aturia elegans. Das Epitheton  „elegans“ bedeutet sinngemäß „fein“ oder „elegant“ und bezieht sich vermutlich auf die Körperfärbung der Art. Es werden keine Unterarten aufgeführt. Es ist möglich, dass es sich bei Hydrophis elegans um einen Komplex aus zwei oder mehr Arten handelt. Folgende Synonyme sind bekannt:
- Aturia elegans Gray 1842
- Distira grandis Boulenger 1896
- Hydrophis elegans – Smith 1974
- Hydrophis elegans – Cogger 1983
- Leioselasma elegans – Kharin 1984
- Leioselasma elegans – Welch 1994
- Hydrophis elegans – Shine 1994
- Hydrophis elegans – Cogger 2000
- Leioselasma elegans – Kharin 2005
- Hydrophis elegans – Sanders et al. 2012
- Leioselasma elegans – Wallach et al. 2014